# Ilya Miloslavski
Pour les articles homonymes, voir Miloslavski.
Ilya Danilovitch Miloslavski (en russe : Илья Данилович Милославский, né en 1595, mort en  1668) est un boyard et diplomate russe.
Ilya Miloslavski fut distingué par son oncle  Ivan Gramotine, qui dirigeait alors le Possolski Prikaz (bureau des affaires étrangères). Il fut d'abord envoyé à Constantinople comme messager du tsar Alexeï Mikhaïlovitch, qui était désireux d'établir des relations cordiales avec le Sultan ottoman. En 1646, il se rend aux Pays-Bas avec pour mission de recruter des artisans fondeurs armuriers, pour leur proposer d'aller travailler dans une fabrique d'armement russe et d'inviter des officiers et soldats étrangers à servir en Russie.
Mais c'est lorsque le tsar Alexis épousa sa fille Maria, que Miloslavski commença à jouer un rôle plus visible à la cour royale, en qualité de beau-père du tsar. Au cours des campagnes polonaises de 1654-1655, il est nommé voïvode de la cour. De 1656 à 1662, il a la charge du bureau des streltsy (Streltsy Prikaz), du bureau du Trésor, (Inozemsky Prikaz) et du bureau des Reîtres. Il fut considéré par ses contemporains étrangers comme un personnage égoïste et de peu d'esprit.
Selon le diplomate autrichien Augustin Meyerberg (ru) (auteur de « Voyage en Moscovie »), le tsar ne manifestait aucun respect envers Miloslavski, ne l'appelait jamais son beau-père, et lui aurait même tiré les cheveux et donné des coups de poing à plusieurs reprises.
C'est Miloslavski qui fit construire le Palais des Menus Plaisirs au Kremlin de Moscou.

## Source
- (en) Cet article est partiellement ou en totalité issu de l’article de Wikipédia en anglais intitulé « Ilya Miloslavsky » (voir la liste des auteurs).